# Ermīs Aradippou 2013-2014
Questa voce raccoglie le informazioni riguardanti l'Ermīs Aradippou nelle competizioni ufficiali della stagione 2013-2014.

## Stagione
L'Ermis Aradippou ha chiuso la stagione regolare al 4º posto, entrando così nella poule scudetto. La squadra ha poi confermato in 4º posto, accedendo così all'Europa League 2014-2015. A questo risultato si è affiancato il raggiungimento della finale della coppa nazionale, in cui l'Ermis Aradippou è stato però sconfitto dall'APOEL. Inoltre, l'attaccante Marco Tagbajumi, autore di 18 reti in A' Katīgoria, si è laureato capocannoniere del campionato in ex aequo con Gastón Sangoy e Monteiro.

## Maglie e sponsor
Lo sponsor tecnico per la stagione 2013-2014 è stato Legea, mentre lo sponsor ufficiale è stato Cyta. La divisa casalinga era composta da una maglietta a strisce rosso e nere, pantaloncini neri e calzettoni gialli. Quella da trasferta era invece totalmente rossa, con inserti bianchi.
| Casa | Trasferta |

## Rosa
| N. |                               | Ruolo | Calciatore         |
| -- | ----------------------------- | ----- | ------------------ |
| 1  | Grecia (bandiera)             | P     | Giannis Arabatzis  |
| 2  | Georgia (bandiera)            | C     | Levan Maghradze    |
| 3  | Serbia (bandiera)             | D     | Dragan Žarković    |
| 4  | Cipro (bandiera)              | D     | Pantelis Pitsillos |
| 6  | Portogallo (bandiera)         | C     | Gonçalo Abreu      |
| 7  | Brasile (bandiera)            | C     | Césinha            |
| 8  | Cipro (bandiera)              | D     | Stelios Dīmītriou  |
| 9  | Portogallo (bandiera)         | A     | Henrique           |
| 10 | Macedonia del Nord (bandiera) | C     | Armend Alimi       |
| 11 | Nigeria (bandiera)            | A     | Marco Tagbajumi    |
| 12 | Cipro (bandiera)              | A     | Petros Kkourou     |
| 13 | Cipro (bandiera)              | A     | Nikolas Alexiou    |
| 14 | Cipro (bandiera)              | A     | Giorgos Katsiati   |
| 17 | Grecia (bandiera)             | C     | Giannīs Taralidīs  |
| 19 | Spagna (bandiera)             | C     | Luis Morán         |

| N. |                       | Ruolo | Calciatore            |
| -- | --------------------- | ----- | --------------------- |
| 20 | Portogallo (bandiera) | D     | China                 |
| 22 | Brasile (bandiera)    | D     | Paulinho              |
| 23 | Brasile (bandiera)    | C     | Marcos de Azevedo     |
| 24 | Cipro (bandiera)      | D     | Andreas Kōnstantinou  |
| 25 | Capo Verde (bandiera) | D     | Paulo Pina            |
| 29 | Cipro (bandiera)      | A     | Andreas Papathanasiou |
| 31 | Cipro (bandiera)      | P     | Athos Chrysostomou    |
| 32 | Cipro (bandiera)      | D     | Konstandinos Samaras  |
| 38 | Cipro (bandiera)      | C     | Marios Poutziouris    |
| 75 | Guadalupa (bandiera)  | C     | Matthieu Bemba        |
| 77 | Cipro (bandiera)      | A     | Giannakīs Okkas       |
| 81 | Portogallo (bandiera) | D     | Manú                  |
| 88 | Brasile (bandiera)    | C     | Diogo Melo            |
| 99 | Brasile (bandiera)    | P     | Elinton Andrade       |

## Calciomercato

### Sessione estiva(dal 01/07 al 31/08)
| Arrivi | Arrivi             | Arrivi             | Arrivi     |
| R.     | Nome               | da                 | Modalità   |
| ------ | ------------------ | ------------------ | ---------- |
| P      | Giannis Arabatzis  |                    | svincolato |
| P      | Elinton Andrade    |                    | svincolato |
| P      | Athos Chrysostomou | Agia Napa          | definitivo |
| D      | China              |                    | svincolato |
| D      | Stelios Dīmītriou  |                    | svincolato |
| D      | Ľuboš Hanzel       |                    | svincolato |
| D      | Paulinho           |                    | svincolato |
| D      | Paulo Pina         | Olympiakos Nicosia | definitivo |
| D      | Pantelis Pitsillos |                    | svincolato |
| D      | Dragan Žarković    | Târgu Mureș        | definitivo |
| C      | Gonçalo Abreu      | Marítimo           | definitivo |
| C      | Armend Alimi       | Nea Salamis        | definitivo |
| C      | Matthieu Bemba     |                    | svincolato |
| C      | Césinha            |                    | svincolato |
| C      | Marcos de Azevedo  | Servette           | definitivo |
| C      | Levan Maghradze    |                    | svincolato |
| C      | Diogo Melo         |                    | svincolato |
| C      | Luis Morán         |                    | svincolato |
| A      | Henrique           | Olympiakos Nicosia | definitivo |
| A      | Marco Tagbajumi    |                    | svincolato |

| Partenze | Partenze              | Partenze  | Partenze   |
| R.       | Nome                  | a         | Modalità   |
| -------- | --------------------- | --------- | ---------- |
| P        | Georgios Papadopoulos |           | svincolato |
| P        | Dimitris Sotiriou     |           | svincolato |
| D        | Ľuboš Hanzel          | Banants   | definitivo |
| C        | Orthodoxos Ioannou    |           | svincolato |
| C        | Maxime Larroque       | Colomiers | definitivo |
| C        | Kostas Loizou         |           | svincolato |
| C        | Stavros Nikolaou      |           | svincolato |
| A        | Michel Adzić          | Leça      | definitivo |
| A        | Andreas Kyprianou     |           | svincolato |
| A        | Andreas Pittaras      |           | svincolato |
| A        | Lajos Terjék          |           | svincolato |

### Sessione invernale(dal 01/01 al 31/01)
| Arrivi | Arrivi               | Arrivi       | Arrivi     |
| R.     | Nome                 | da           | Modalità   |
| ------ | -------------------- | ------------ | ---------- |
| D      | Andreas Kōnstantinou | EN Paralimni | definitivo |
| C      | Manú                 |              | svincolato |
| C      | Giannīs Taralidīs    | Nea Salamis  | definitivo |
| A      | Giannakīs Okkas      | Anorthōsis   | definitivo |

| Partenze | Partenze           | Partenze        | Partenze   |
| R.       | Nome               | a               | Modalità   |
| -------- | ------------------ | --------------- | ---------- |
| P        | Elinton Andrade    | Duque de Caxias | definitivo |
| D        | Pantelis Pitsillos | AEK Koukliōn    | definitivo |
| C        | Gonçalo Abreu      | Camacha         | definitivo |
| C        | Diogo Melo         | Portimonense    | definitivo |
| A        | Nikolas Alexiou    | ASIL Lysī       | prestito   |

## Risultati

### A' Katīgoria

#### Prima fase

##### Girone di andata
| Arbitro: | Masias |

|            |           |  |
| García 62’ | Marcatori |  |

| Arbitro: | Tsoukkas |

|                                        |           |              |
| Henrique 37’ Žarković 45'+1’ Morán 81’ | Marcatori | 3’ Dīmītriou |

| Arbitro: | Elia |

|                             |           |                              |
| Pedrito 51’ Lobo 87’ (rig.) | Marcatori | 7’, 40’, 50’, 83’ de Azevedo |

| Arbitro: | Skapoullis |

|                                                                   |           |                        |
| Henrique 23’ (rig.) Tagbajumi 47’, 69’ Césinha 51’ de Azevedo 56’ | Marcatori | 71’ de Bruno 81’ Araba |

| Arbitro: | Panayi |

|           |           |                             |
| Liliu 43’ | Marcatori | 53’ de Azevedo 73’ Henrique |

| Arbitro: | Chrysostomou |

|                      |           |  |
| Henrique 81’, 90'+5’ | Marcatori |  |

| Arbitro: | Mouskos |

|  |           |                             |
|  | Marcatori | 10’ Tagbajumi 84’ Dīmītriou |

| Arbitro: | Trattou |

|                        |           |              |
| Henrique 90'+4’ (rig.) | Marcatori | 12’ Monteiro |

| Larnaca 10 novembre 2013, ore 16:00 9ª giornata | AEK Larnaca | 0 – 0 referto | Ermīs Aradippou | Neo GSZ (450 spett.)\| Arbitro: \| Nikolaides \| |
| Arbitro:                                        | Nikolaides  |               |                 |                                                  |

| Arbitro: | Masias |

|            |           |  |
| Césinha 1’ | Marcatori |  |

| Arbitro: | Elia |

|                              |           |                         |
| Thuram 23’, 83’ Pittakas 78’ | Marcatori | 10’, 37’, 58’ Tagbajumi |

| Arbitro: | Anastasiou |

|                     |           |                                |
| João Paulo 54’, 80’ | Marcatori | 22’ Paulinho 85’ Papathanasiou |

| Larnaca 15 dicembre 2013, ore 17:00 13ª giornata | Ermīs Aradippou | 0 – 0 referto | Anorthōsis | RAFAEL GROUP Ammóchostos (2500 spett.)\| Arbitro: \| Tsangaris \| |
| Arbitro:                                         | Tsangaris       |               |            |                                                                   |

##### Girone di ritorno
| Larnaca 21 dicembre 2013, ore 17:00 14ª giornata | Ermīs Aradippou | 0 – 0 referto | Apollōn Limassol | RAFAEL GROUP Ammóchostos (2500 spett.)\| Arbitro: \| Nikolaides \| |
| Arbitro:                                         | Nikolaides      |               |                  |                                                                    |

| Arbitro: | Tokkaris |

|                  |           |                           |
| Konstantinou 81’ | Marcatori | 10’ Césinha 30’ Tagbajumi |

| Arbitro: | Masias |

|                                                         |           |             |
| Henrique 3’ Morán 12’ de Azevedo 45’ Tagbajumi 71’, 87’ | Marcatori | 61’ Leandro |

| Arbitro: | Elia |

|  |           |                 |
|  | Marcatori | 3’ Kōnstantinou |

| Arbitro: | Tsangaris |

|               |           |  |
| Tagbajumi 78’ | Marcatori |  |

| Arbitro: | Trattou |

|                                           |           |  |
| Alōneutīs 34’ De Vincenti 55’, 60’ (rig.) | Marcatori |  |

| Arbitro: | Nikolaides |

|                          |           |                          |
| Okkas 25’, 32’ Morán 69’ | Marcatori | 17’ Cinquini 21’ Ibraimi |

| Arbitro: | Panayi |

|           |           |  |
| Andoh 79’ | Marcatori |  |

| Arbitro: | Christodoulou |

|                            |           |            |
| Tagbajumi 47’ Henrique 55’ | Marcatori | 25’ Greene |

| Arbitro: | Panayi |

|                                                  |           |               |
| Hélio Roque 28’, 89’ León 75’ (rig.) Okeuhie 84’ | Marcatori | 62’ Tagbajumi |

| Arbitro: | Elia |

|                                   |           |              |
| Tagbajumi 9’ (rig.) Taralidīs 10’ | Marcatori | 56’ Pincelli |

| Arbitro: | Anastasiou |

|          |           |              |
| Manú 81’ | Marcatori | 76’ Schembri |

| Arbitro: | Trattou |

|  |           |             |
|  | Marcatori | 48’ Césinha |

#### Poule scudetto

##### Girone di andata
| Arbitro: | Psevdiotis |

|             |           |  |
| Kaká 90'+6’ | Marcatori |  |

| Arbitro: | Masias |

|                                                             |           |  |
| Nikolaou 16’ Luciano Bebê 31’ (rig.) Oriol 43’ Monteiro 70’ | Marcatori |  |

| Arbitro: | Trattou |

|                   |           |                    |
| 76’ Grigalashvili | Marcatori | 20’, 68’ Tagbajumi |

| Arbitro: | Soteriou |

|  |           |                                  |
|  | Marcatori | 4’, 56’, 90'+1’ López 77’ Sangoy |

| Arbitro: | Nikolaou |

|                                  |           |                                      |
| Schembri 13’, 50’ de Almeida 57’ | Marcatori | 48’, 71’ Tagbajumi 86’ Papathanasiou |

##### Girone di ritorno
| Arbitro: | Tsangaris |

|                |           |                            |
| Antōniadīs 81’ | Marcatori | 58’ Tagbajumi 85’ Žarković |

| Larnaca 3 maggio 2014, ore 18:30 7ª giornata | Ermīs Aradippou | 0 – 3 referto | AEL Limassol | RAFAEL GROUP Ammóchostos (2.000 spett.)\| Arbitro: \| Psevdiotis \| |
| Arbitro:                                     | Psevdiotis      |               |              |                                                                     |

| Arbitro: | Panayiotou |

|  |           |                        |
|  | Marcatori | 28’ Andić 41’ Colautti |

| Arbitro: | Tsangaris |

|                                                 |           |           |
| Papoulīs 20’, 42’ Guié Gneki 22’, 84’ López 90’ | Marcatori | 69’ Bemba |

| Arbitro: | Nikolaou |

|                            |           |                       |
| Taralidīs 47’ Henrique 86’ | Marcatori | 33’ (aut.) Paulo Pina |

### Kypello Kyprou
| Arbitro: | Tsoukkas |

|  |           |                                                                       |
|  | Marcatori | 19’ Dīmītriou 38’ Paulo Pina 60’ Tagbajumi 65’ Alexiou 84’ de Azevedo |

| Arbitro: | Panayiotou |

|                     |           |  |
| Garpozīs 55’ (rig.) | Marcatori |  |

| Larnaca 15 gennaio 2014, ore 16:00 Secondo turno Ritorno | Ermīs Aradippou | 3 – 0 referto | AEK Koukliōn | RAFAEL GROUP Ammóchostos (300 spett.)\| Arbitro: \| Skapoullis \| |
| Arbitro:                                                 | Skapoullis      |               |              |                                                                   |

| Larnaca 19 febbraio 2014, ore 16:00 Quarti di finale Andata | AEK Larnaca | 0 – 0 referto | Ermīs Aradippou | Neo GSZ (2.500 spett.)\| Arbitro: \| Trattou \| |
| Arbitro:                                                    | Trattou     |               |                 |                                                 |

| Arbitro: | Nikolaides |

|                                  |           |  |
| Bemba 36’ Henrique 90'+3’ (rig.) | Marcatori |  |

| Arbitro: | Panayi |

|                           |           |               |
| Guié Gneki 18’ García 88’ | Marcatori | 44’ Tagbajumi |

| Arbitro: | Nikolaides |

|                                                      |           |            |
| Tagbajumi 58’ Taralidīs 84’ Papathanasiou 100’, 115’ | Marcatori | 61’ Sangoy |

| Arbitro: | Nikolaides |

|                             |           |  |
| De Vincenti 6’ Sheridan 27’ | Marcatori |  |

## Statistiche

### Statistiche di squadra
| Competizione                  | Punti | In casa | In casa | In casa | In casa | In casa | In casa | In trasferta | In trasferta | In trasferta | In trasferta | In trasferta | In trasferta | Totale | Totale | Totale | Totale | Totale | Totale | DR  |
| Competizione                  | Punti | G       | V       | N       | P       | Gf      | Gs      | G            | V            | N            | P            | Gf           | Gs           | G      | V      | N      | P      | Gf     | Gs     | DR  |
| ----------------------------- | ----- | ------- | ------- | ------- | ------- | ------- | ------- | ------------ | ------------ | ------------ | ------------ | ------------ | ------------ | ------ | ------ | ------ | ------ | ------ | ------ | --- |
| A' Katīgoria - Prima fase     | 52    | 13      | 9       | 4       | 0       | 26      | 10      | 13           | 6            | 3            | 4            | 18           | 18           | 26     | 15     | 7      | 4      | 44     | 28     | +16 |
| A' Katīgoria - Poule scudetto | 62    | 5       | 1       | 0       | 4       | 55      | 54      | 5            | 2            | 1            | 2            | 8            | 14           | 10     | 3      | 1      | 6      | 11     | 26     | -15 |
| Kypello Kyprou                | -     | 3       | 3       | 0       | 0       | 9       | 1       | 5            | 1            | 1            | 3            | 6            | 5            | 8      | 4      | 1      | 3      | 15     | 6      | +9  |
| Totale                        | -     | 21      | 13      | 4       | 4       | 90      | 65      | 23           | 9            | 5            | 9            | 32           | 37           | 44     | 22     | 9      | 13     | 70     | 60     | +10 |

### Andamento in campionato

#### Prima fase
| Giornata  | 1  | 2 | 3 | 4 | 5 | 6 | 7 | 8 | 9 | 10 | 11 | 12 | 13 | 14 | 15 | 16 | 17 | 18 | 19 | 20 | 21 | 22 | 23 | 24 | 25 | 26 |
| --------- | -- | - | - | - | - | - | - | - | - | -- | -- | -- | -- | -- | -- | -- | -- | -- | -- | -- | -- | -- | -- | -- | -- | -- |
| Luogo     | T  | C | T | C | T | C | T | C | T | C  | T  | T  | C  | C  | T  | C  | T  | C  | T  | C  | T  | C  | T  | C  | C  | T  |
| Risultato | P  | V | V | V | V | V | V | N | N | V  | N  | N  | N  | N  | V  | V  | V  | V  | P  | V  | P  | V  | P  | V  | N  | V  |
| Posizione | 10 | 7 | 3 | 3 | 2 | 2 | 1 | 2 | 2 | 2  | 2  | 4  | 5  | 5  | 5  | 3  | 3  | 3  | 4  | 4  | 4  | 4  | 4  | 4  | 4  | 4  |

Fonte:  1. DIVISION, su it.soccerway.com, Soccerway.
Legenda:

Luogo: C = Casa; T = Trasferta. Risultato: V = Vittoria; N = Pareggio; P = Sconfitta.

#### Poule scudetto
| Giornata  | 1 | 2 | 3 | 4 | 5 | 6 | 7 | 8 | 9 | 10 |
| --------- | - | - | - | - | - | - | - | - | - | -- |
| Luogo     | C | T | T | C | T | T | C | C | T | C  |
| Risultato | P | P | V | P | N | V | P | P | P | V  |
| Posizione | 5 | 6 | 4 | 5 | 5 | 5 | 5 | 5 | 5 | 5  |

Fonte:  POULE SCUDETTO CYP, su transfermarkt.it, Transfermarkt.
Legenda:

Luogo: C = Casa; T = Trasferta. Risultato: V = Vittoria; N = Pareggio; P = Sconfitta.

### Statistiche dei giocatori
| Giocatore        | A' Katīgoria | A' Katīgoria | A' Katīgoria | A' Katīgoria | Kypello Kyprou | Kypello Kyprou | Kypello Kyprou | Kypello Kyprou | Coppe europee | Coppe europee | Coppe europee | Coppe europee | Altre coppe | Altre coppe | Altre coppe | Altre coppe | Totale   | Totale | Totale      | Totale     |
| Giocatore        | Presenze     | Reti         | Ammonizioni  | Espulsioni   | Presenze       | Reti           | Ammonizioni    | Espulsioni     | Presenze      | Reti          | Ammonizioni   | Espulsioni    | Presenze    | Reti        | Ammonizioni | Espulsioni  | Presenze | Reti   | Ammonizioni | Espulsioni |
| ---------------- | ------------ | ------------ | ------------ | ------------ | -------------- | -------------- | -------------- | -------------- | ------------- | ------------- | ------------- | ------------- | ----------- | ----------- | ----------- | ----------- | -------- | ------ | ----------- | ---------- |
| G. Abreu         | 1            | 0            | 0            | 0            | ?              | ?              | ?              | ?              |               |               |               |               |             |             |             |             | 1+       | 0+     | 0+          | 0+         |
| N. Alexiou       | 0            | 0            | 0            | 0            | 1              | 1              | ?              | ?              |               |               |               |               |             |             |             |             | 1        | 1      | 0+          | 0+         |
| A. Alimi         | 24+10        | 0            | 5+0          | 0            | 7+             | 0              | 1+             | 0+             |               |               |               |               |             |             |             |             | 41+      | 0      | 6+          | 0+         |
| E. Andrade       | 1            | -2           | 0            | 0            | ?              | -?             | ?              | ?              |               |               |               |               |             |             |             |             | 1+       | -2+    | 0+          | 0+         |
| G. Arabatzis     | 25+6         | -41          | +11          | 0            | 5+             | -?             | 1+             | 0              |               |               |               |               |             |             |             |             | 36+      | -41+   | 12+         | 0          |
| M. Bemba         | 24+9         | 0+1          | 7+1          | 0            | 5+             | 1              | 4+             | 0+             |               |               |               |               |             |             |             |             | 38+      | 2      | 12+         | 0+         |
| Césinha          | 21+5         | 4+0          | 1+0          | 0            | 3+             | 0              | 0+             | 0              |               |               |               |               |             |             |             |             | 29+      | 4      | 1+          | 0          |
| China            | 25+8         | 0            | 6+3          | 0            | 6+             | 0              | 3+             | 0              |               |               |               |               |             |             |             |             | 39+      | 0      | 12+         | 0          |
| A. Chrysostomou  | 1+4          | -10          | 0+1          | 0            | 2+             | -?             | 0+             | 0+             |               |               |               |               |             |             |             |             | 7+       | -10+   | 1+          | 0+         |
| M. de Azevedo    | 18+1         | 7+0          | 3+0          | 0            | 3              | 1              | 0+             | 0+             |               |               |               |               |             |             |             |             | 22       | 8      | 3+          | 0+         |
| S. Dīmītriou     | 19+6         | 1+0          | 3+0          | 0            | 3              | 1              | 0+             | 0+             |               |               |               |               |             |             |             |             | 28       | 2      | 3+          | 0+         |
| Diogo Melo       | 5            | 0            | 0            | 0            | ?              | ?              | ?              | ?              |               |               |               |               |             |             |             |             | 5+       | 0+     | 0+          | 0+         |
| Henrique         | 23+7         | 8+1          | 9+2          | 0            | 7+             | 1              | 1+             | 0              |               |               |               |               |             |             |             |             | 37+      | 10     | 12+         | 0          |
| G. Katsiati      | 0            | 0            | 0            | 0            | ?              | ?              | ?              | ?              |               |               |               |               |             |             |             |             | 0+       | 0+     | 0+          | 0+         |
| P. Kkourou       | 0            | 0            | 0            | 0            | ?              | ?              | ?              | ?              |               |               |               |               |             |             |             |             | 0+       | 0+     | 0+          | 0+         |
| A. Kōnstantinou  | 6+2          | 1+0          | 1+1          | 0            | 0              | 0              | 0              | 0              |               |               |               |               |             |             |             |             | 8        | 1      | 2           | 0          |
| L. Maghradze     | 14+10        | 0            | 1+2          | 0            | 6+             | 0              | 1+             | 0              |               |               |               |               |             |             |             |             | 30+      | 0      | 4+          | 0          |
| Manú             | 4+6          | 1+0          | 0+1          | 0            | 4              | 0              | 0              | 0              |               |               |               |               |             |             |             |             | 14       | 1      | 1           | 0          |
| L. Morán         | 23+5         | 3+0          | 5+0          | 0            | 6+             | 0              | 0+             | 0              |               |               |               |               |             |             |             |             | 34+      | 3      | 5+          | 0          |
| G. Okkas         | 7+7          | 2+0          | 1+3          | 0            | 5              | 0              | 1              | 0              |               |               |               |               |             |             |             |             | 19       | 2      | 5           | 0          |
| A. Papathanasiou | 12+8         | 1+1          | 0            | 0            | 3+             | 2              | 0+             | 0+             |               |               |               |               |             |             |             |             | 23+      | 4      | 0+          | 0+         |
| Paulinho         | 22+2         | 1+0          | 8+0          | 0            | 5+             | 0              | 0+             | 0              |               |               |               |               |             |             |             |             | 29+      | 1      | 8+          | 0          |
| Paulo Pina       | 21+9         | 6+0          | 0            | 0            | 7              | 1              | 2+             | 1              |               |               |               |               |             |             |             |             | 37       | 7      | 2+          | 1          |
| P. Pitsillos     | 3            | 0            | 0            | 0            | 1+             | 0              | 0+             | 0+             |               |               |               |               |             |             |             |             | 4+       | 0      | 0+          | 0+         |
| M. Poutziouris   | 1+4          | 0            | 0            | 0            | 1+             | 0              | 0+             | 0+             |               |               |               |               |             |             |             |             | 6+       | 0      | 0+          | 0+         |
| K. Samaras       | 13+3         | 0            | 3+0          | 0            | 3+             | 0              | 2+             | 0+             |               |               |               |               |             |             |             |             | 19+      | 0      | 5+          | 0+         |
| M. Tagbajumi     | 22+10        | 13+5         | 4+1          | 0            | 7              | 3              | 2+             | 0              |               |               |               |               |             |             |             |             | 39       | 21     | 7+          | 0          |
| G. Taralidīs     | 10+9         | 1+1          | 3+2          | 0            | 7              | 1              | 2              | 0              |               |               |               |               |             |             |             |             | 26       | 3      | 7           | 0          |
| D. Žarković      | 19+8         | 1+1          | 2+2          | 0            | 5+             | 0              | 0+             | 0              |               |               |               |               |             |             |             |             | 32+      | 2      | 4+          | 0          |